# Danh sách trường đại học ở Việt Nam có đào tạo ngành Kỹ thuật điện tử, truyền thông
Ngành Kỹ thuật Điện tử, Truyền thông (tên gọi cũ là ngành Điện tử-Viễn thông) là ngành sử dụng các công nghệ tiên tiến để tạo nên các thiết bị và phương tiện giúp cho việc trao đổi thông tin giữa con người được thuận lợi trong các điều kiện không gian và thời gian khác nhau.

## Kỹ thuật điện tử, truyền thông
Đào tạo Kỹ sư điện hệ 5 năm. Chương trình này hướng tới đào tạo ra các kỹ sư R&D có tư duy sáng tạo, các nhà thiết kế, các nhà nghiên cứu, phát triển sản phẩm mới.
1. Trường Đại học Bách khoa Hà Nội: Điện tử-máy tính; điện tử-viễn thông; Kỹ thuật thông tin; Điện tử hàng không; Điện-Điện tử; Điện tử-y sinh
2. Học viện Kỹ thuật Quân sự: Điện tử-viễn thông; Kỹ thuật thông tin; Radar- dẫn đường; Tác chiến điện tử; Công nghệ điện tử; Điện tử hàng không; Điện tử y sinh.
3. Trường Đại học Bách khoa, Đại học Đà Nẵng:
4. Trường Đại học Bách khoa, Đại học Quốc gia Thành phố Hồ Chí Minh:
5. Trường Đại học Công nghệ thông tin và truyền thông, Đại học Thái Nguyên: Điện tử viễn thông, Điện tử ứng dụng, Cơ điện tử, Công nghệ và thiết bị di động, Quản trị kinh doanh viễn thông, Kinh tế viễn thông, Vật liệu điện tử nano.
6. Trường Đại học Kỹ thuật Công nghiệp, Đại học Thái Nguyên
7. Học viện Công nghệ Bưu chính Viễn thông
8. Học viện Công nghệ Bưu chính Viễn thông cơ sở 2, Thành phố Hồ Chí Minh
9. Trường Đại học Sài Gòn
10. Trường Đại học Cần Thơ (Khoa Công Nghệ): Điện tử - viễn thông, Kỹ thuật máy tính

## Công nghệ kỹ thuật điện tử, truyền thông
Đào tạo Cử nhân Công nghệ Kỹ thuật điện hoặc Kỹ sư thực hành hệ 4 năm. Chương trình này đào tạo ra các cử nhân/kỹ sư điều hành, chỉ đạo sản xuất; triển khai chế tạo, lắp ráp, vận hành, bảo dưỡng, tư vấn về các hệ thống, thiết bị kỹ thuật trong sản xuất và đời sống
1. Trường Đại học Bách khoa Hà Nội:
2. Trường Đại học Công nghệ, Đại học Quốc gia Hà Nội:
3. Trường Đại Học Khoa Học Tự Nhiện, Đại Học Quốc gia Hồ Chí Minh
4. Học viện Kỹ thuật Quân sự:
5. Trường Đại học Công nghệ thông tin và truyền thông, Đại học Thái Nguyên: Điện tử viễn thông, Điện tử ứng dụng, Cơ điện tử, Công nghệ và thiết bị di động, Quản trị kinh doanh viễn thông, Kinh tế viễn thông, Vật liệu điện tử nano.
6. Trường Đại học Kỹ thuật Công nghiệp, Đại học Thái Nguyên:
7. Trường Đại học Giao thông vận tải:
8. Trường Đại học Quy Nhơn, Điện tử viễn thông Lưu trữ ngày 18 tháng 10 năm 2017 tại Wayback Machine
9. Trường Đại học Điện lực: Đào tạo Đại học các chuyên ngành: Điện tử viễn thông, Kỹ thuật điện tử, Thiết bị điện tử y tế; Cao học: Kỹ thuật điện tử, Luôn gắn kết chặt chẽ giữa Đào tạo và Nghiên cứu khoa học với thực tế sản xuất, kinh doanh của các Doanh nghiệp.
10. Trường Đại học Kinh tế Kỹ thuật Công nghiệp:
11. Trường Đại học Công nghiệp Hà Nội:
12. Trường Đại học Công nghiệp Quảng Ninh:
13. Trường Đại học Công nghiệp Việt – Hung:
14. Trường Đại học Công nghiệp Việt Trì:
15. Trường Đại học Sao Đỏ
16. Trường Đại học Kỹ thuật - Hậu cần Công an Nhân dân
17. Trường Đại học Sư phạm Kỹ thuật Hưng Yên
18. Trường Đại học Sư phạm Kỹ thuật Nam Định
19. Trường Đại học Sư phạm Kỹ thuật Vinh
20. Trường Đại học Công nghiệp Vinh
21. Trường Đại học Nha Trang
22. Trường Đại học Thông tin liên lạc
23. Trường Đại học Công nghiệp Thành phố Hồ Chí Minh
24. Trường Đại học Công nghiệp Thực phẩm Thành phố Hồ Chí Minh
25. Trường Đại học Giao thông vận tải Thành phố Hồ Chí Minh
26. Trường Đại học Sư phạm Kỹ thuật Thành phố Hồ Chí Minh
27. Trường Đại học Kỹ thuật - Công nghệ Thành phố Hồ Chí Minh
28. Trường Đại học Công nghệ Sài Gòn
29. Trường Đại học Kinh tế Công nghiệp Long An
30. Trường Đại học Kinh tế – Kỹ thuật Bình Dương
31. Trường Đại học Lạc Hồng
32. Trường Đại học Kỹ thuật – Công nghệ Cần Thơ
33. Trường Đại học Sài Gòn